# Джхаркханд
Джхаркханд, також Джгаркганд (гінді झारखंड, англ. Jharkhand, санталі ᱡᱦᱟᱶᱟᱠᱦᱟᱱᱰ) — штат на сході Індії. Столиця і найбільше місто — Ранчі.
Виділений зі складу штата Біхар 15 листопада 2000 року.

## Економіка
Джхаркханд є одним з найбільш промислово розвинутих штатів країни. Розвиток отримали чорна металургія та хімічна промисловість, важке машинобудування. На території штату видобувають уранову руду.